# Bing Xin Xu
Bing Xin Xu es una jugadora de bádminton de origen chino nacionalizada española que, por lo tanto, juega por España.

## Trayectoria
En la temporada 2004/2005 fichó por el Club Bádminton Rinconada y ayudó a revalidar el título de campeón de España de Clubes. Esa misma temporada finalizó en el Ranking Nacional Absoluto como la número 1 en individual femenino.
En la temporada 2005/2006 también fue decisiva para que Rinconada volviera a proclamarse campeona de España, y posteriormente campeona de Europa de Clubes, ganando los nueve partidos que disputó. Finalizó la temporada en la segunda posición en el Ranking Nacional, solo por detrás de Dolores Marco.